# Явуз Синан (квартал)
„Явуз Синан“ (на турски: Yavuz Sinan) е квартал на Истанбул, разположен в градска околия Фатих. Общата му площ е 0,051 км2. Според данни на Адресната система за регистриране на населението (ABPRS) към 2024 г. населението на „Явуз Синан“ е 251 жители.